# Arthur Häggblad
Johan Arthur Häggblad (* 14. Juni 1908 in Nordmaling; † 16. Juni 1989 in Stockholm) war ein schwedischer Skilangläufer.

## Werdegang
Häggblad, der für den IFK Umeå startete, gewann bei den Nordischen Skiweltmeisterschaften 1934 in Sollefteå die Bronzemedaille mit der Staffel. Zudem errang er dort über 18 und 50 km jeweils den vierten Platz. Zwei Jahre später holte er bei den Olympischen Winterspielen in Garmisch-Partenkirchen erneut die Bronzemedaille mit der Staffel und belegte zudem den achten Platz über 18 km. Bei den Nordischen Skiweltmeisterschaften 1938 in Lahti lief er auf den 13. Platz über 50 km. Beim Holmenkollen Skifestival 1940 kam er im Lauf über 50 km auf den dritten Platz. In den Jahren 1933, 1935, 1937 und 1940 gewann er den Wasalauf. Zudem errang er beim Wasalauf in den Jahren 1931 und 1939 den vierten Platz, 1936 den zweiten und 1941 den siebten Platz. Bei schwedischen Meisterschaften siegte er 1935 über 15 km und mit der Staffel von IFK Umeå und 1937 über 50 km.